# ثاديوس إل. بولتون
ثاديوس إل. بولتون (بالإنجليزية: Thaddeus L. Bolton)‏ هو عالم نفس أمريكي، ولد في 27 يوليو 1865 في Sonora Township, Hancock County, Illinois ‏ في الولايات المتحدة، وتوفي في 3 يناير 1948 في Temple University Hospital ‏ في الولايات المتحدة.